# Вейнберг, Борис Петрович
Борис Петрович Вейнберг (20 июля [1 августа] 1871, Петергоф, Санкт-Петербургская губерния — 18 апреля 1942, Ленинград) — русский и советский физик, гляциолог. Предложил теорию движения льда по наклонному руслу, изучал движение арктических льдов и физико-механические свойства льда. Организовал 23 магнитные экспедиции (1909—1914). Руководил работами по гелиотехнике, разработал методику расчёта солнечных установок, автор ряда изобретений. Полиглот (в совершенстве владел двенадцатью языками). Соавтор первого в СССР руководства по магниторазведке (1933).

## Биография
Родился 20 июля (1 августа) 1871 года в Петергофе в семье Петра Исаевича Вейнберга.
С детства интересовался физикой. Окончил гимназию Я. Г. Гуревича и физико-математический факультет Санкт-Петербургского университета (1893). Затем преподавал в Санкт-Петербургском горном институте и Императорском Новороссийском университете в Одессе, где читал лекции по физике А. Е. Ферсману. Летом 1899 года приват-доцент Новороссийского университета Б. П. Вейнберг изучал в Европе постановку практических занятий по физике, общее устройство физических лабораторий.
Читал также лекции на Бестужевских высших женских курсах в Петербурге.
Сфера научных интересов Б. П. Вейнберга была необычайно широка: физика твёрдого тела, геомагнитные измерения, использование солнечной энергии, вопросы метеорологии, демографии, педагогики и т. д. В общей сложности Борисом Петровичем опубликовано более 500 печатных работ.
Исследования внутреннего трения льда (физика твёрдого тела) были начаты Б. П. Вейнбергом в Одессе в 1903—1906 годах в лабораториях Физического института при Новороссийском университете, а также на ледниках Тироля в 1905 году, где Вейнбергом в работе был использован изобретённый им прибор для измерений внутреннего трения льда. В Одессе в 1909 году была издана книга «Снег, иней, град, лёд и ледники» — по мнению академика В. М. Котлякова, эта работа является «первой русской монографией по гляциологии».
В 1905 году защитил магистерскую диссертацию «Влияние среды на электрически-магнитные взаимодействия».
В 1906 году предложил теорию движения льда по наклонному руслу, изучал движение арктических льдов. В этом же году получил степень доктора наук и Ломоносовскую премию за исследование физико-механических свойств льда; название докторской диссертации: «О внутреннем трении льда».
В 1909 году переехал в Томск, заведовал кафедрой физики в Томском технологическом институте (ТТИ) (1909—1924), одновременно читал курсы лекций в Томском университете и на Сибирских высших женских курсах (директор и один из инициаторов создания женских курсов).
В 1909 году при лаборатории физики ТТИ была создана метеорологическая станция, которой руководил профессор Вейнберг. На станции кроме общих наблюдений измерялись атмосферное давление, температура, влажность воздуха, определялись направление и сила ветра. На протяжении ряда лет станция играла важную роль в изучении метеорологических условий Западной Сибири. В 1911—1915 годах изучал ледяной покров р. Томи, составлял прогноз состояния льда и ледохода, используя изобретённые им приборы для измерения удельного веса и прочности на излом льда.
К планомерным исследованиям земного магнетизма Б. П. Вейнберг приступил в Томске в 1910 году. Эти исследования проводились под эгидой Международной магнитной комиссии Института Карнеги (Вашингтон) и комиссии при Петербургской академии наук, координирующих исследования магнитологов, соответственно, в мировом масштабе и на территории России. Конечной целью этих исследований было получение общей картины распределения магнитного поля Земли на всей поверхности земного шара (на суше и на воде). В то время для многих районов Сибири данные о магнитных измерениях, сделанных в предшествующие годы, полностью отсутствовали. Б. П. Вейнбергу предстояло сыграть роль первопроходца в деле геомагнитной съёмки Сибири, и особенно ее северных районов.
С Б. П. Вейнберга началась история астрономических наблюдений в Томске. В 1910 году со своими коллегами (сотрудники Технологического института В. Д. Дудецкий, И. И. Сидоров и профессор химии Томского университета П. П. Орлов) организовал наблюдение кометы Галлея в связи с предполагаемым прохождением Земли через её хвост.
В 1912 году изобрёл электрический термобур для получения отверстий во льду за счёт его плавления. В дальнейшем предполагалось использовать термобур для определения толщины льда при исследовании русла ледников, но, по мнению Вейнберга, с изобретением эхолота, способ исследования с помощью термобура уже имел скорее исторический интерес. В дальнейшем принцип работы термобура был использован при бурении скважин километровой глубины в антарктических льдах. Также из изобретений стоит отметить прибор для консервирования града (в соавторстве с В. Д. Дудецким).
В Томске вместе с коллегами — профессорами В. П. Алексеевым и В. Л. Малеевым — предложил создать в технологическом институте кафедру воздухоплавания. После обращения в Томскую городскую Думу на окраине города ему была выделена муниципальная земля для устройства аэротехнической лаборатории и аэродрома, но создание кафедры в столице не было одобрено из-за недостатка средств в бюджете. Тем не менее в 1910 году с подачи Вейнберга в Томске был создан второй в России аэротехнический кружок (первый был организован в Москве Н. Е. Жуковским). В феврале 1911 года созданный в кружке двухместный летательный аппарат впервые поднялся в небо над Лагерным садом Томска. Именно в этом кружке занимались Н. И. Камов и М. Л. Миль.
В рамках кружка в 1913 году была создана первая в мире экспериментальная модель вакуумного поезда. Годом позже он выступил в Петербурге с лекцией, в которой предложил проект вакуумного транспорта на магнитном подвесе, чем произвёл большое впечатление на присутствовавших, в частности на популяризатора науки Якова Перельмана.
В 1909—1914 годах организовал 23 экспедиции для изучения магнетизма и геофизических данных Алтая, Западной и Центральной Сибири, Монголии, Крайнего Севера, вплоть до острова Диксон.
С началом Первой мировой войны уехал с семьёй в США, где работал специалистом по приёмке военных заказов от Главного артиллерийского управления. С августа 1915 года по июль 1917 года семья Вейнбергов жила в городе Дейтон, штат Огайо. В августе 1917 года с семьёй вернулся в Томск.
В 1917 году стал членом Томской городской думы, в 1918 году — членом Сибирской областной думы от фракции областников и беспартийных.
По его инициативе в 1919 году был организован Институт исследования Сибири (прообраз Сибирского отделения РАН), существовавший до лета 1920 года.
Участвовал в 1920 году в экспедиции на Обскую губу (Сибирская хлебная экспедиция). Впоследствии в соавторстве со своим средним сыном Кириллом, выпускником Ленинградского горного института была опубликована статья «Картографические работы Обско-Тазовской экспедиции Института исследования Сибири», посвящённая памяти старшего сына Алексея, погибшего в 1919 году в экспедиции на Обскую губу.
В 1923 году в Томске по инициативе Б. П. Вейнберга был открыт Институт прикладной физики при ТТИ (ныне — Сибирский физико-технический институт).
В 1924 году был директором, затем действительным членом Главной геофизической обсерватории в Ленинграде. Продолжил начатые в Томске исследования земного магнетизма сначала в Главной геофизической обсерватории, а уже позже в Институте земного магнетизма, располагавшимся в то время в Слуцке (Ленинградская область).
С 1927 года организовал и руководил работами по гелиотехнике в СССР. Разработал методику расчёта солнечных установок, автор ряда изобретений по гелиотехнике (солнечные паровые котлы, опреснители и др.). Совместно с младшим сыном, В. Б. Вейнбергом, создал один из лучших проектов солнечного двигателя.
С 1930 года был заведующим кафедрой физики Ленинградского горного института.
В тридцатые годы, когда началось широкомасштабное освоение Арктики, в деятельности учёного наблюдается новый всплеск активности в области ледовых проблем — помимо научного интереса, им движет стремление использовать свои знания и опыт для решения практических задач освоения Севера и прокладки Северного морского пути. Также ряд работ этого периода посвящён явлению режеляции льда и снега.
Работы по составлению магнитных карт и каталогов для полярных областей были особенно актуальны в связи с началом освоения Северного морского пути и масштабного исследования Арктики. В тесном контакте с Б. П. Вейнбергом магнитные определения в Арктике проводил его ученик Е. К. Федоров, сначала во время зимовок на Земле Франца-Иосифа, а затем во время плавания на льдине в составе экспедиции Папанина. Другой его ученик, В. Х. Буйницкий, проводил магнитные измерения по программе Б. П. Вейнберга во время дрейфа на затёртом льдами пароходе «Седов».
С 1940 года — начальник отдела Института земного магнетизма. Во время Блокады Ленинграда продолжал работу над составлением мирового атласа магнитных склонений, которую не успел завершить. Материалы, обобщавшие около 200 000 измерений, были изданы в 1969 году. К сожалению, его уточнение и дальнейшее пополнение невозможно. Книги, на полях которых Б. П. Вейнберг производил осреднение данных, были возвращены в библиотеки, многие из них впоследствии утрачены.
Как специалист по изучению льда участвовал в создании «Дороги жизни» в осаждённый фашистами Ленинград, консультируя ответственных за проект сотрудников ЛФТИ им. А. Ф. Иоффе.
Редактор журнала «Природа в школе». Автор около 113 публикаций. Печатался в «Журнале Русского физико-химического общества», «Вестнике Западного Новороссийского университета», «Метеорологическом вестнике», «Русской школе», «Журнале для всех», «Научном обозрении» и других. В 1927—1934 годах принимал участие в составлении «Технической энциклопедии» в 26-и томах под редакцией Л. К. Мартенса, автор статей по тематике «физика».
Умер 18 апреля 1942 года от голода, похоронен в братской могиле на Пискарёвском мемориальном кладбище.

## Семья
- Старший сын — Алексей Борисович Вейнберг, погиб в Обской экспедиции в сентябре 1919 года, через несколько месяцев после окончания гимназии[7].
- Средний сын — Кирилл Борисович Вейнберг, геофизик, выпускник и преподаватель Ленинградского горного института, погиб по дороге на фронт в 1941 году. Жена Кирилла — Елена Владимировна Бекетова. 
  - Внуки — Марина Кирилловна Вейнберг, выпускница Ленинградского горного института по специальности «Нефтяная геофизика», кандидат геолого-минералогических наук[26];
  - Адриан Кириллович Вейнберг, геофизик, кандидат физико-математических наук[27].
- Младший сын — Всеволод Борисович Вейнберг. 
  - Внучка — Галя Всеволодовна Островская (Вейнберг);
  - внук — Виктор Всеволодович Вейнберг, инженер-кораблестроитель, изобретатель, яхтсмен, один из постоянных авторов журнала «Катера и Яхты»[28].

## Адрес
В Ленинграде проживал по адресу: 9 линия Васильевского острова, д. 32, кв. 3.

## Память
В честь Б. П. Вейнберга была названа одна из вершин на западном побережье Антарктического полуострова — такое решение было принято Комитетом по географическим названиям Великобритании.